# Anomala wellmanni
Anomala wellmanni är en skalbaggsart som beskrevs av Ohaus 1907. Anomala wellmanni ingår i släktet Anomala och familjen Rutelidae. Inga underarter finns listade i Catalogue of Life.